# Agonita macrophthalma
Agonita macrophthalma là một loài bọ cánh cứng trong họ Chrysomelidae. Loài này được Gestro miêu tả khoa học năm 1922.